# Dal Segno

Segno

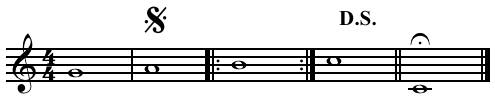
Un exemplu major pentru DS al FINE. Folosirea rapiddă a lui "Dal Segno". Ordinea notelor: G A B B C A B C low-C

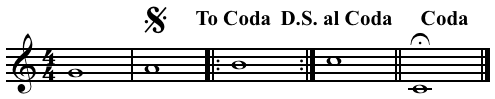
Un exemplu similar cu DS al CODA. Notele sunt cântate în ordinea: G A B B C A B low-C

În notațiile muzicale, Dal Segno [dælˈseɪnjoʊ] pronunția italiană: [sɛɡnoʊ]; [dal ˈseɲo], de multe ori abreviat DS, este folosit ca un marker de navigare. Din italiană "de la acest semn", DS apre în partituri și instruiește un muzician pentru a repeta un pasaj pornind de la semnul prezentat la dreapta, uneori numit "Segno" în limba engleză. 
Două variante comune:
- "DS al coda" instruiește muzicianul să repete din nou un pasaj, până la semnul DS și atunci când "Al coda" sau  Coda este atins se trece la simbolul CODA.
- "DS al fine" instruiește muzicianul să repete din nou un pasaj până la semnul DS, și se încheie piesa la măsura marcată.

"Al Segno" indică faptul că muzicianul ar trebui să meargă la semnul DS.
În operele din secolul al 18-lea, "da Segno Arias" au fost o alternativă destul de comună pentru a marca ariile "Da capo" care au început cu deschiderea "ritornello", care a fost apoi omisă în repetare (semnul fiind plasat după "ritornello").

Semnul "Segno" e codificat în blocul Simbolurilor muzicale ca "Unicode U +1 D10B".